# Children of the Universe
Children of the Universe è un brano musicale della cantante britannica Molly.

## Il brano
La canzone è stata scritta da Molly Smitten-Downes e Anders Hansson e prodotta da quest'ultimo. Attraverso una selezione interna della BBC, è stata scelta come canzone rappresentante il Regno Unito all'Eurovision Song Contest 2014 tenutosi a Copenaghen. Il brano si è classificato solo diciassettesimo nella finale della competizione canora europea.

## Tracce
Digitale
1. Children of the Universe - 3:00

## Classifiche
| Classifica (2014) | Posizione raggiunta |
| ----------------- | ------------------- |
| Regno Unito       | 23                  |